# Dan O'Herlihy
Daniel O'Herlihy (Wexford, 1º maggio 1919 – Malibù, 17 febbraio 2005) è stato un attore irlandese.

## Biografia

### Famiglia
Era il fratello del regista Michael O'Herlihy (nato nel 1928) e il padre dell'attore Gavan O'Herlihy e dell'architetto Lorcan O'Herlihy. Nonno di Colin O'Herlihy, Micaela O'Herlihy ed Ellis O'Herlihy.
Le carte personali di Dan O'Herlihy sono conservate all'interno della University College Dublin Archives.

### Carriera cinematografica
O'Herlihy apparve per la prima volta sugli schermi nel 1947 in Vendetta di Brian Desmond Hurst e in Fuggiasco di Carol Reed. L'anno seguente girò il suo primo film negli Stati Uniti, Macbeth (1948), nel quale recitò al fianco di Orson Welles e interpretò il ruolo di Macduff.
Nel 1954 apparve in Le avventure di Robinson Crusoe di Luis Buñuel, che gli valse una candidatura all'Oscar al miglior attore protagonista. Quello stesso anno partecipò al film di fantascienza Invasione USA, ambientato durante l'immaginaria invasione degli Stati Uniti da parte di un non ben identificato "nemico" comunista.
Tra i film a cui O'Herlihy partecipò successivamente, da ricordare A prova di errore (1964), Halloween III - Il signore della notte (1982), Giochi stellari (1984), The Dead - Gente di Dublino (1987) e i blockbuster RoboCop (1987) e RoboCop 2 (1990).

### Carriera televisiva
O'Herlihy ebbe anche una carriera televisiva molto intensa: apparve, tra gli altri, in The Long, Hot Summer, una serie TV del 1966, in The Travels of Jaimie McPheeters (1963-1964) e ne I segreti di Twin Peaks (1990-1991). La sua ultima interpretazione fu quella nel ruolo di Joseph P. Kennedy, patriarca della famiglia Kennedy, nel film per la TV Rat Pack - Da Hollywood a Washington (1998).

## Filmografia parziale

### Cinema
- Vendetta (Hungry Hill), regia di Brian Desmond Hurst (1947)
- Fuggiasco (Odd Man Out), regia di Carol Reed (1947)
- Macbeth, regia di Orson Welles (1948)
- Ladri in guanti gialli (Larceny), regia di George Sherman (1948)
- La volpe rossa (Kidnapped), regia di William Beaudine (1948)
- Sterminio sul grande sentiero (The Iroquois Trail), regia di Phil Karlson (1950)
- I tre soldati (Soldiers Three), regia di Tay Garnett (1951)
- Il ribelle dalla maschera nera (The Highwayman), regia di Lesley Selander (1951)
- Rommel, la volpe del deserto (The Desert Fox: The Story of Rommel), regia di Henry Hathaway (1951)
- Più forte dell'amore (The Blue Veil), regia di Curtis Bernhardt (1951)
- I figli dei moschettieri (At Sword's Point), regia di Lewis Allen (1952)
- Actor's and Sin, regia di Ben Hecht e Lee Garmes (1952)
- L'altra bandiera (Operation Secret), regia di Lewis Seiler (1952)
- Invasione USA (Invasion U.S.A.), regia di Alfred E. Green (1952)
- La congiura di Montecristo (Sword of Venus), regia di Harold Daniels (1953)
- Le avventure di Robinson Crusoe (Robinson Crusoe), regia di Luis Buñuel (1954)
- Lo scudo dei Falworth (The Black Shield of Falworth), regia di Rudolph Maté (1954)
- I fucilieri del Bengala (Bengal Brigade), regia di László Benedek (1954)
- La maschera di porpora (The Purple Mask), regia di H. Bruce Humberstone (1955)
- Il favorito della grande regina (The Virgin Queen), regia di Henry Koster (1955)
- The Woman Opposite, regia di Compton Bennett (1957)
- Pietà per la carne (Home Before Dark), regia di Mervyn LeRoy (1958)
- Lo specchio della vita (Imitation of Life), regia di Douglas Sirk (1959)
- Là dove il sole brucia (The Young Land), regia di Ted Tetzlaff (1959)
- I cospiratori (A Terrible Beauty), regia di Tay Garnett (1960)
- Un piede nell'inferno (One Foot in Hell), regia di James B. Clark (1960)
- Il padrone di New York (King of the Roaring 20's: The Story of Arnold Rothstein), regia di Joseph M. Newman (1961)
- Il gabinetto del Dr. Caligari (The Cabinet of Caligari), regia di Roger Kay (1962)
- A prova di errore (Fail-Safe), regia di Sidney Lumet (1964)
- El Verdugo (100 Rifles), regia di Tom Gries (1969)
- Geometria di un delitto (The Big Cube), regia di Tito Davison (1969)
- Waterloo, regia di Sergej Fëdorovič Bondarčuk (1970)
- Il caso Carey (The Carey Treatment), regia di Blake Edwards (1972)
- Il seme del tamarindo (The Tamarind Seed), regia di Blake Edwards (1974)
- MacArthur il generale ribelle (MacArthur), regia di Joseph Sargent (1977)
- Halloween III: il signore della notte (Halloween III: Season of the Witch), regia di Tommy Lee Wallace (1982)
- Giochi stellari (The Last Starfighter), regia di Nick Castle (1984)
- RoboCop, regia di Paul Verhoeven (1987)
- The Dead - Gente di Dublino (The Dead), regia di John Huston (1987)
- RoboCop 2, regia di Irvin Kershner (1990)
- Per amore e per vendetta (Love, Cheat & Steel) regia di William Curran (1993)

### Televisione
- General Electric Theater – serie TV, episodi 1x06-2x03-3x13-7x29 (1953-1959)
- Stage 7 – serie TV, episodio 1x02 (1955)
- Climax! – serie TV, episodio 1x25 (1955)
- Celebrity Playhouse – serie TV, episodio 1x08 (1955)
- I racconti del West (Dick Powell's Zane Grey Theatre) – serie TV, episodio 2x10 (1957)
- June Allyson Show (The DuPont Show with June Allyson) – serie TV, episodio 1x15 (1960)
- Gli uomini della prateria (Rawhide) – serie TV, episodio 3x03 (1960)
- The Americans – serie TV, episodio 1x08 (1961)
- Corruptors (Target: The Corruptors) – serie TV, episodio 1x03 (1961)
- The Best of the Post – serie TV, episodi 1x24-1x26 (1961)
- Avventure in paradiso (Adventures in Paradise) – serie TV, episodi 2x28-3x21 (1961-1962)
- Bonanza – serie TV, episodio 4x03 (1962)
- Scacco matto (Checkmate) – serie TV, episodio 2x28 (1962)
- L'ora di Hitchcock (The Alfred Hitchcock Hour) – serie TV, episodio 1x17 (1963)
- Ben Casey – serie TV, episodio 2x25 (1963)
- The Travels of Jaimie McPheeters – serie TV, 26 episodi (1963-1964)
- Profiles in Courage – serie TV, 1 episodio (1964)
- Il dottor Kildare (Dr. Kildare) – serie TV, 4 episodi (1961-1965)
- The Long, Hot Summer – serie TV, 12 episodi (1966)
- I sentieri del west (The Road West) – serie TV, episodio 1x13 (1966)
- Organizzazione U.N.C.L.E. (The Man from U.N.C.L.E.) – serie TV, 4 episodi (1965-1968)
- La grande vallata (The Big Valley) – serie TV, episodio 2x17 (1967)
- Ai confini dell'Arizona (The High Chaparral) – serie TV, episodio 1x08 (1967)
- Hondo – serie TV, episodio 1x14 (1967)
- Charlie's Angels – serie TV, episodio 2x18 (1978)
- Un uomo chiamato Sloane (A Man Called Sloane) – serie TV, 12 episodi (1979)
- La signora in giallo (Murder, She Wrote) – serie TV, episodi 1x04-3x10 (1984-1986)
- I segreti di Twin Peaks (Twin Peaks) – serie TV, 6 episodi (1990-1991)
- Rat Pack - Da Hollywood a Washington (The Rat Pack), regia di Rob Cohen – film TV (1998)

## Doppiatori italiani
Nelle versioni in italiano delle opere in cui ha recitato, Dan O'Herlihy è stato doppiato da:
- Gualtiero De Angelis in Fuggiasco, Macbeth, I figli dei moschettieri
- Pino Locchi ne Il favorito della grande regina, L'altra bandiera, Waterloo
- Emilio Cigoli in Le avventure di Robinson Crusoe, La maschera di porpora
- Giuseppe Rinaldi in Lo specchio della vita, I cospiratori
- Giorgio Piazza in RoboCop, RoboCop 2
- Cesare Barbetti in Un piede nell'inferno
- Stefano Sibaldi in Lo scudo dei Falworth
- Gianfranco Bellini ne I fucilieri del Bengala
- Sergio Graziani in A prova di errore
- Gianni Marzocchi ne Il seme del tamarindo
- Bruno Persa in MacArthur il generale ribelle
- Sergio Rossi in Charlie's Angels
- Arturo Dominici in Un uomo chiamato Sloane
- Gianni Bonagura in Halloween III - Il signore della notte
- Giorgio Gusso in Giochi stellari
- Roberto Villa in La signora in giallo
- Sergio Tedesco in The Dead - Gente di Dublino
- Gil Baroni ne I segreti di Twin Peaks

## Riconoscimenti
Premi Oscar 1955 – Candidatura all'Oscar al miglior attore per Le avventure di Robinson Crusoe